# Boris Yoffe

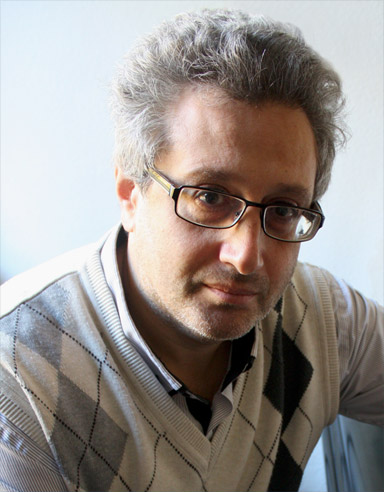
Boris Yoffe (2014)

Boris Yoffe (geboren am 21. Dezember 1968 in Leningrad) ist Komponist.

## Leben
Yoffe emigrierte 1990 aus Russland nach Israel und zog 1997 nach Deutschland. Seine Kompositionslehrer waren Adam Stratievsky und Wolfgang Rihm.
Yoffes Kompositionen wurden in den EU-Ländern, der Schweiz, Israel, Russland und USA aufgeführt; Rundfunkaufnahmen (BBC, SWR, Radio France, DRS, Israelische Rundfunk) und CDs dokumentieren seine Arbeit. Yoffe war Stipendiat verschiedener Stiftungen; im Jahr 2000 erhielt er den Preis der Bayerischen Akademie der Schönen Künste.
Yoffe ist auch Autor von zahlreichen Arrangements und Bearbeitungen sowie von einigen musikwissenschaftlichen und philosophischen Essays.
Seine nächsten „musikalischen Verwandten“ unter den modernen Komponisten sind wahrscheinlich Galina Ustwolskaja, Morton Feldman und Juri Khanon;. Die zentralen Mittel sind die Formbildung und die Polyphonie. Wichtig ist auch die Auseinandersetzung mit der Musik der Renaissance, des Barock und der Klassik; fast völlig vernachlässigt sind die Virtuosität sowie die Arbeit mit den Klangeffekten.

„… Boris Yoffe hat bei mir Komposition studiert und ist sicher einer der begabtesten und eigenwilligsten Erscheinungen unter den Komponisten seiner Generation. Seine Arbeiten zeichnen sich durch außergewöhnliche Konzentration aus. Sein Klangsinn ist außerordentlich, aber nicht im Sinne gefälliger Klanggewandung, sondern aus den Linienzügen heraus entwickelt. Das ist heute sehr selten.
Neben seiner kompositorischen Arbeit ist Yoffe ein hochsensibler Instrumentalist und ein tiefsinniger Theoretiker.“

Yoffe hat diverse Aufsätze, Essays und Schriften verfasst und publiziert. Im Jahr 2012 erschien das Buch Musikalischer Sinn, in dem Yoffe in sechs Essays u. a. die musikalische Semantik, die Verwendung von „fremden“ musikalischen Material (Zitate) und die Notenschrift behandelt.
Nach umfassenden Recherchen über sowjetische Musik erschien 2014 Im Fluss des Symphonischen. Das Buch gehört zu den wenigen umfassenden Schriften in deutscher Sprache über die Musik der Sowjetunion, wie der Musikwissenschaftler Jascha Nemtsov in seinem Beitrag in Musik & Ästhetik feststellte.

## Musikalische Werke
An dem Quartettbuch der Gedichte, einem „Work in progress“, begann Yoffe im Jahr 1995 zu schreiben. Es ist eine Sammlung von kurzen Stücken für Streichquartett oder auch Gambenconsort, zu der fast an jedem Tag ein neuer Beitrag entsteht. Das Quartettbuch ist so etwas wie ein Stamm, von dem sich fast alle andere Kompositionen Yoffes verzweigen. Meistens sind dies instrumentale und vokale Kammermusikwerke, die Yoffe als Auftragskompositionen für bestimmte Musiker oder Musikinstitutionen schrieb:

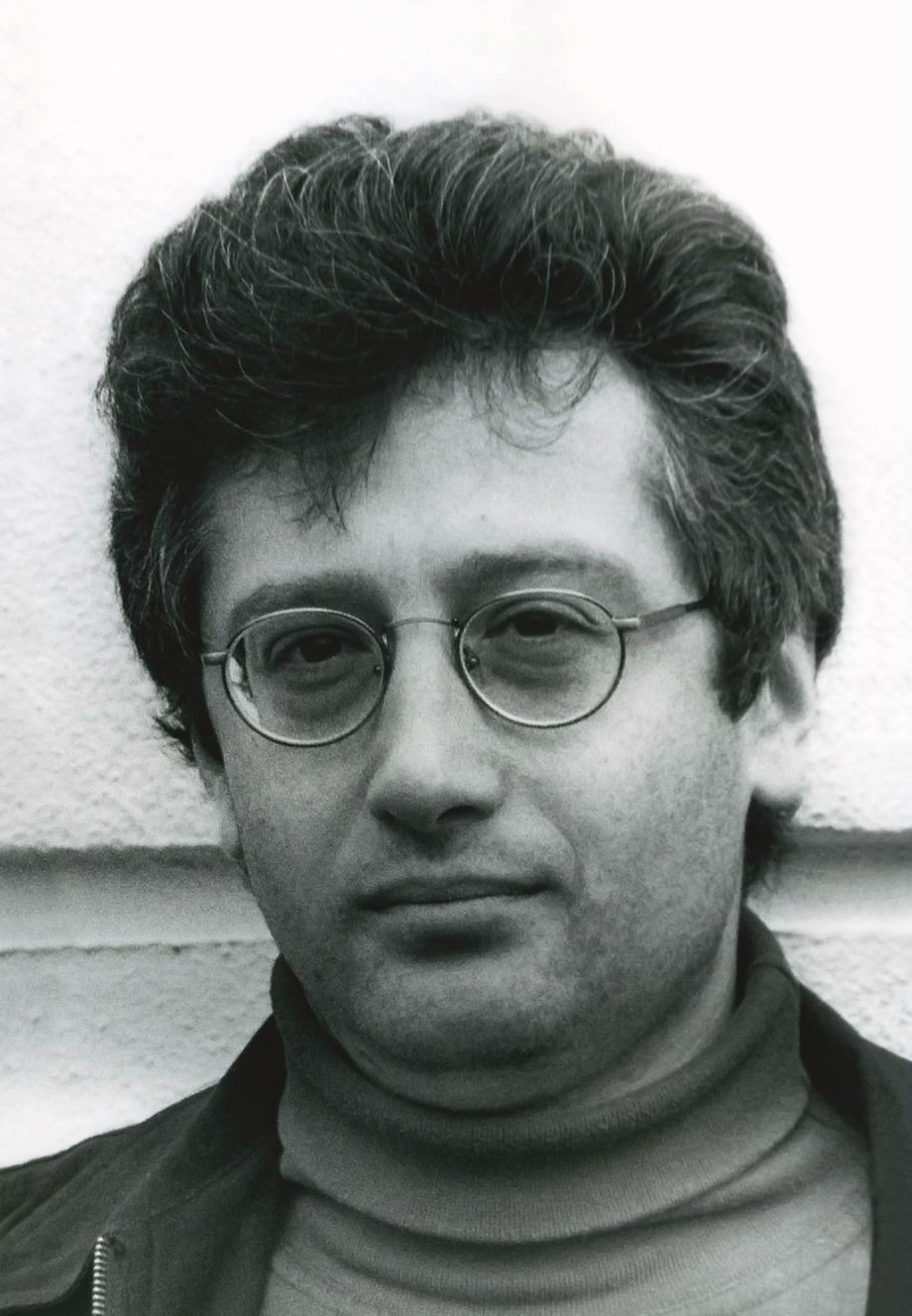
Boris Yoffe, 2000

- Sonnet (Lautespieler) für Gamba solo,
- Baum für Fagott solo,
- Oratio de hominis dignitate für Gitarre
- 6 Entwürfe für Sonate de Vinteuil für Geige solo,
- Leicht, aber mit Hingabe für Geige solo,
- Volksweise für Geige solo,
- 6 Entwürfe für Cello solo,
- Klagenspiel für Blockflöte solo,
- Sonata ricercata für Klavier,
- Bagatellen für Klavier
- Essay für Geige und Klavier,
- 9 Widmungen für Geige und Klavier
- Caprichos für Cello und Gitarre,
- Bracha für Blockflöte und Cembalo,
- Rede für Klarinette, Bratsche und Klavier,
- Aria für Streichtrio,
- Romanze für Klaviertrio,
- Bagatellen für drei Blockflöten,
- Meisterwerke der naiven Malerei für Bratsche, Cello und Kontrabass,
- Nachtmusik (Kirchenfenster bei Nacht) für Horn, zwei Celli und Kontrabass
- Tanka für vier Celli,
- 16 Stücke für Harfe, Flöte, Oboe und Bass-Klarinette
- Ich durste! für Geige, Bratsche, Oboe, Klarinette, Horn und Fagott
- Variationen für Streichquartett, Klavier, Flöte, Bassetthorn und Tuba
- Air and Angels (Donne) für Sopran und Chor
- Russische Musik (Platonov) für Alt und Bläserquintett,
- Stopping by Woods on a Snowy Evening (Frost) für Gesang und Streichquartett
- Mein Gebet (F. Schubert) für Gesang, Oboe, Geige und Cello,
- Volksweise (Rilke) für Gesang, Flöte und Harfe,
- VIER, ein Liederzyklus für Mezzosopran und drei Instrumente: Villon – Mandelstamm - Ise Monogotari, Kapitel I - Der Herr der Burg
- 3 Canzoni für Geige und Streicher,
- Kommentare für ein zweites Cello auf die Ricercari für Cello solo von Domenico Gabrielli
- Kadenzen für manche Klavierkonzerte von W. A. Mozart und Haydn
- Kinderstück Von Prinzen, Prinzessinnen für Sprecher und Orchester

### Orchesterwerke
- Motette für Geige und Orchester (UA: 2005, Patricia Kopatschinskaja, Baden-Badener Philharmonie)

### Opern
- Esther de Racine, für vier Sänger und sieben Barock-Instrumente (UA: 2006, Ensemble Muscadin, Basel)
- Madame Lenin, für vier Sänger
- Die Geschichte von dem Rabbi und seinem Sohn, nach der Erzählung von Rabbi Nachman aus Brazlaw.

Daneben existieren zahlreiche Bearbeitungen von Yoffe, unter anderem eine Kammermusikfassung von Bizets Oper Carmen.

## Buchveröffentlichungen
- Musikalischer Sinn, Hofheim, 2012, ISBN 978-3-936000-98-6.
- Im Fluss des Symphonischen, Hofheim, 2014, ISBN 978-3-95593-059-2.
- ABCH, Ambivalente Strukturen bei Bach und ihre Semantisierung (Band 19 der Schriftenreihe: Poetry, Music and Art), Verlag Traugott Bautz, Nordhausen 2021, ISBN 978-3-95948-528-9.
- Bruckner in Venedig, Verlag Traugott Bautz, Nordhausen 2022, ISBN 978-3-95948-581-4.